# Europese Rekenkamer

Logo van de Europese Rekenkamer.

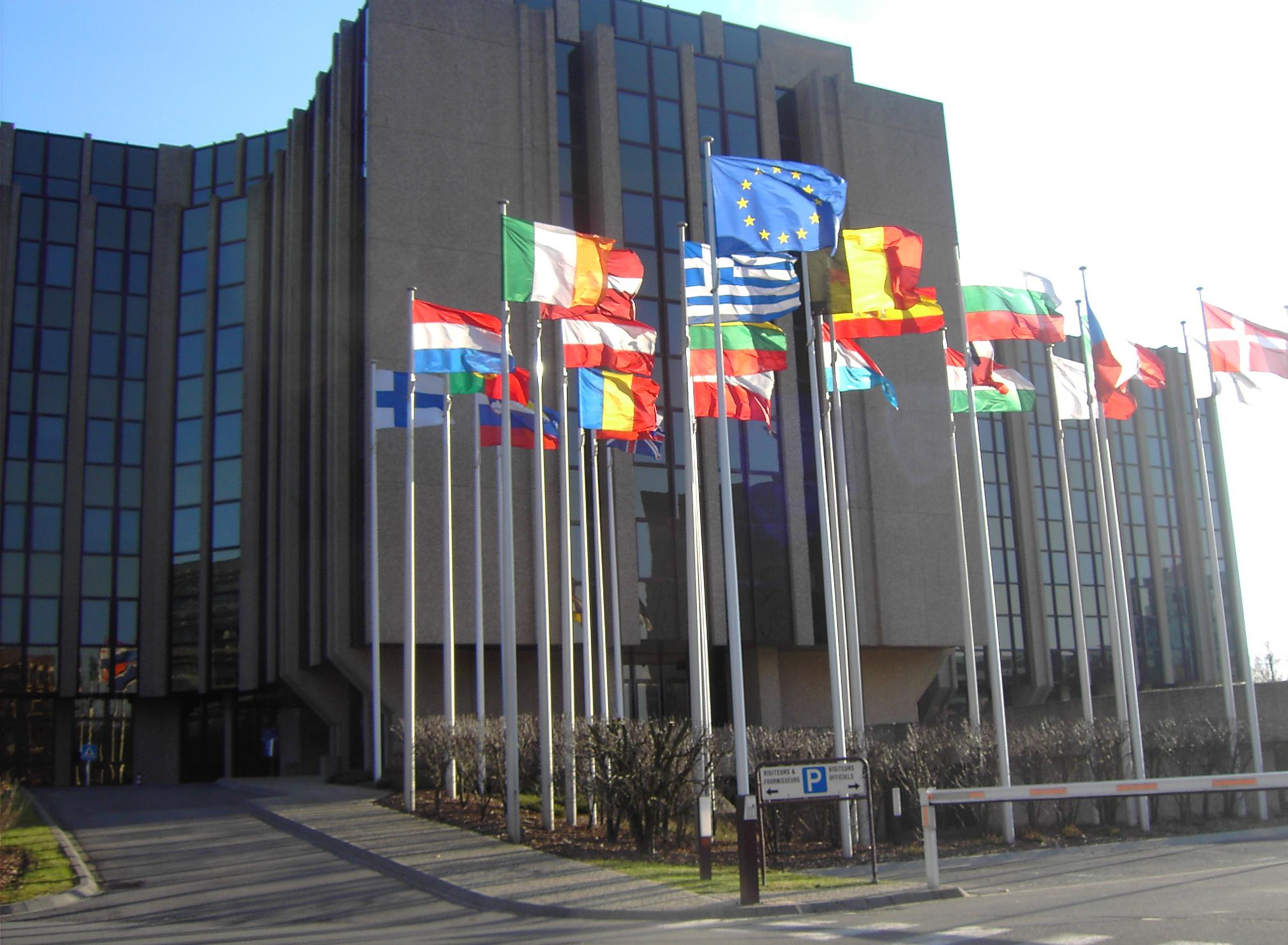
Het gebouw van de Europese Rekenkamer in Luxemburg.

De Europese Rekenkamer werd in 1977 ingesteld om de begroting van de Europese Gemeenschap te controleren, de voorloper van de huidige Europese Unie.
De Rekenkamer controleert jaarlijks in hoeverre de rekeningen van de Europese instellingen betrouwbaar zijn en of hun financiële verrichtingen voldoen aan de geldende wet- en regelgeving. Daartoe neemt zij in haar jaarverslag een betrouwbaarheidsverklaring op, een van de instrumenten waarmee zij het Europees Parlement en de Europese Raad in staat stelt te beoordelen hoe de begroting van de Unie wordt beheerd. Naast dit accountant-achtige werk geeft de Rekenkamer ook op eigen initiatief een oordeel over de doelmatigheid van projecten die met Europese middelen worden gefinancierd.
Volgend op het Verdrag van Amsterdam zijn in 1999 de controle- en onderzoeksbevoegdheden uitgebreid, zodat efficiënter kan worden opgetreden tegen fraude ten koste van de communautaire begroting.

## Zetel en samenstelling
De Rekenkamer zetelt in Luxemburg en heeft ook een vestiging in Brussel.
De kamer bestaat uit zevenentwintig leden die voor een verlengbare ambtsperiode van zes jaar worden benoemd door de Raad en unanieme besluiten nemen nadat het Europees Parlement is geraadpleegd. Elke lidstaat benoemt één lid van de Rekenkamer; een lidmaatschap duurt zes jaar. De leden van de Rekenkamer worden gekozen uit vooraanstaande persoonlijkheden die in hun eigen land tot externe controle-instanties hebben behoord of die voor deze functie bijzonder geschikt zijn. Elk lid van het college moet voldoen aan criteria ten aanzien van vakbekwaamheid en onafhankelijkheid en de functie fulltime vervullen.
Uit de leden wordt een voorzitter gekozen voor de duur van drie jaar. De Rekenkamer heeft een administratief comité. Op 1 juni 2010 werd de Rekenkamer gereorganiseerd en sindsdien bestaat het instituut uit de volgende vijf kamers:
- Kamer I: instandhouding en beheer van de natuurlijke hulpbronnen
- Kamer II: structuurbeleid, vervoer, onderzoek en energie
- Kamer III: externe maatregelen
- Kamer IV: ontvangsten, onderzoek en intern beleid, en instellingen en organen van de Europese Unie
- Kamer CEAD: coördinatie, evaluatie, certificering en ontwikkeling

## Taken
De Rekenkamer heeft als belangrijkste taak om te controleren of de begroting van de Unie goed ten uitvoer is gelegd, dus de wettigheid en regelmatigheid van de communautaire inkomsten en uitgaven. Ook gaat de kamer na of een goed financieel beheer is gevoerd. Zo wordt een bijdrage geleverd aan de efficiëntie en doorzichtigheid van het communautaire systeem.
De Rekenkamer overlegt met de overige Europese instellingen en werkt daarmee nauw samen, zonder dat dit ten koste gaat van de noodzakelijke onafhankelijkheid bij het uitoefenen van de controlerende taak. Als belangrijkste taak binnen het institutionele systeem staat de kamer de begrotingsautoriteit (het Parlement en de Raad) bij door jaarlijks de bevindingen in het jaarverslag over het afgesloten begrotingsjaar te presenteren. De bevindingen die in dit verslag zijn uiteengezet, spelen een zeer belangrijke rol bij het besluit van het Parlement om de Commissie al dan niet "kwijting" te verlenen voor de tenuitvoerlegging van de begroting.
Daarnaast doet de Rekenkamer een betrouwbaarheidsverklaring toekomen aan de Raad en het Parlement waarin globaal wordt verklaard dat het geld van de Europese belastingbetaler goed is aangewend.
In de verslagen vestigt de Rekenkamer de aandacht van de Commissie en de lidstaten op problemen waarvoor een oplossing moet worden gevonden. Deze verslagen zijn het resultaat van onderzoeken op grond van bewijsstukken en, zo nodig, ter plaatse bij elke instelling die inkomsten of uitgaven namens de Gemeenschap beheert.
Ten slotte wordt de Rekenkamer om advies gevraagd als financiële voorschriften moeten worden aangenomen. De kamer kan te allen tijde opmerkingen met betrekking tot bijzondere vraagstukken maken of advies uitbrengen op verzoek van een van de Europese instellingen.

## Organisatie van de werkzaamheden
De Rekenkamer voert onafhankelijk controles uit, stelt onafhankelijk verslagen op en brengt onafhankelijk adviezen uit, waarbij de kamer de werkzaamheden naar eigen inzicht organiseert, met name ten aanzien van de programmering van de controleactiviteiten, het moment en de manier waarop de bevindingen worden gepresenteerd en de publiciteit die aan gepubliceerde verslagen en adviezen wordt gegeven.
De Rekenkamer beschikt over ongeveer 750 hoog gekwalificeerde ambtenaren, van wie ongeveer 250 accountants. Deze accountants zijn onderverdeeld in "auditgroepen" en hebben een controlerende taak. Zij bereiden ontwerpverslagen voor waarop de besluiten van de Rekenkamer worden gebaseerd.
De Rekenkamer is bedoeld om allerlei controletaken uit te voeren bij de andere instellingen, de lidstaten van de Unie en alle derde landen die communautaire steun ontvangen. Er dient namelijk te worden opgemerkt dat, hoewel de controle van de Rekenkamer in eerste instantie op de Commissie is gericht (dus de inkomsten en uitgaven die onder haar verantwoordelijkheid hebben plaatsgevonden), het beheer van bijna 90% van de communautaire inkomsten en uitgaven door de Unie wordt toevertrouwd aan de nationale overheden in het kader van het communautair beleid.
De accountants van de Rekenmaker controleren dus de bewijsstukken voor de financiële transacties en richten zich daarbij ook op de directe beheerders en begunstigden van communautaire middelen. Controletaken in de lidstaten nemen in het algemeen één of twee weken in beslag en worden uitgevoerd in samenwerking met de nationale controle-instellingen of nationale diensten die daarvoor bevoegd zijn.
In het controleverslag dienen alle aspecten aan de orde te komen die tijdens de uitgevoerde controles aan het licht zijn gekomen. Daarnaast wordt vooral de nadruk gelegd op geconstateerde tekortkomingen van het implementatiesysteem, worden de geconstateerde fouten, onregelmatigheden of fraudes geïnventariseerd en wordt voorgesteld welke acties kunnen worden ondernomen nadat de controle is uitgevoerd.
De Rekenkamer heeft zelf geen juridische bevoegdheid. Als de accountants fraude of onregelmatigheden ontdekken, worden de verzamelde gegevens zo vlug mogelijk doorgegeven aan de bevoegde communautaire instellingen, zodat deze hieraan op adequate wijze gevolg kunnen geven.
De burgers, lidstaten en Europese instellingen worden op een objectieve, transparante manier in kennis gesteld van de resultaten van de werkzaamheden van de Rekenkamer, met name via verslagen. De Rekenkamer publiceert met name:
- het jaarverslag over de tenuitvoerlegging van de communautaire begroting in het voorgaande jaar;
- de "betrouwbaarheidsverklaring" met betrekking tot de betrouwbaarheid van de rekeningen en de regelmatigheid van de transacties in het voorgaande begrotingsjaar;
- specifieke jaarverslagen met betrekking tot bepaalde communautaire instellingen die op verschillende terreinen zijn gespecialiseerd (met name beroepsopleiding, verbetering van levens- en arbeidsomstandigheden en milieu);

speciale verslagen over thema's van bijzonder belang (zoals financiële gevolgen van de hervorming van het gemeenschappelijk landbouwbeleid of financiële steun aan overzeese landen of gebiedsdelen).